# Comuna Bișce, Berejanî
Bișce (în ucraineană Біще) este o comună în raionul Berejanî, regiunea Ternopil, Ucraina, formată din satele Bișce (reședința), Poruciîn și Zalujjea.

## Demografie
Componența lingvistică a comunei Bișce
     Ucraineană (100%)
Conform recensământului din 2001, toată populația comunei Bișce era vorbitoare de ucraineană (100%).